# Faith Ringgold
Pour les articles homonymes, voir Ringgold.
Faith Ringgold, née Faith Willi Jones le 8 octobre 1930 à Harlem et morte le 13 avril 2024 à Englewood (New Jersey), est une artiste afro-américaine connue pour ses peintures mosaïques et ses courtepointes.

## Biographie

### Enfance et débuts
Faith Willi Jones est née le 8 octobre 1930,  au Harlem Hospital de New York. Ses parents, Andrew Louis Jones et Willie Posey Jones, sont issus de la classe ouvrière des familles déplacées par la Grande Migration. Ils ont déjà deux enfants à sa naissance. Après la renaissance de Harlem, le quartier était très vivant avec une scène artistique florissante, des artistes de premier rang, comme Duke Ellington ou Langston Hughes vivaient juste au coin de sa maison. Son ami d'enfance, Sonny Rollins, qui deviendrait plus tard un éminent musicien de jazz, leur rendait souvent visite et leur jouait du saxophone. À cause de son asthme chronique, Faith Ringold ne peut aller à l'école et c'est sa mère, couturière de mode, qui lui donne des cours. Elle a à cette époque exploré l'art visuel comme un passe-temps grâce à sa mère. Adulte, elle raconta plus tard : 

« j'ai grandi à Harlem pendant la Grande dépression, ça ne veut pas dire que j'étais pauvre et opprimée. Nous étions protégés de l'oppression et entourés par une famille aimante. »

 L'œuvre de Faith Ringgold a été grandement affectée par les gens, la poésie et la musique qu'elle a connus dans son enfance, ainsi que le racisme, le sexisme, et la ségrégation auxquels elle avait aussi affaire tous les jours.
En 1950, poussée par sa famille, elle s'inscrit au City College de New York en Beaux-Arts, mais elle fut contrainte de se réorienter en éducation à l'art, car l'art était alors un domaine exclusivement masculin. La même année, épouse le pianiste de jazz Robert Earl Wallace. Ils ont ensemble deux filles, Michele Foi Wallace et Barbara Foi Wallace. Toutefois, en raison de sa dépendance à l'héroïne, ils se séparent quatre ans plus tard, et Faith Ringgold a la garde de ses filles. Durant ce temps, elle a étudié auprès de Robert Gwathmey, Yasuo Kuniyoshi, et a rencontré le graveur Robert Blackburn, avec qui elle réalisera une série de gravures 30 ans plus tard.
En 1955, Faith Ringgold obtient un Bachelor of Arts (licence) du City College et elle devient professeure de beaux-arts pour les écoles publiques de la ville de New York. En 1959, elle reçoit un Master of Fine Arts (master) du City Collège et part avec sa mère et ses filles pour un premier voyage en Europe. Alors qu'elles voyagent à Paris, Florence et Rome, elles visitent de nombreux musées, dont le Louvre. Il lui inspira une série de courtepointes connue comme la Collection française. Ce voyage fut écourté en raison de la mort prématurée de son frère en 1961 : Faith Ringgold, sa mère, et ses filles retournent aux États-Unis pour les funérailles.
Faith Ringgold voyagea aussi en Afrique de l'Ouest en 1976 et en 1977. Ces deux voyages auront une profonde influence sur son art, en particulier pour ses masques, poupées, mais aussi ses œuvres de peinture et de sculpture.
De retour, elle rejoint le Black Arts Movement dont elle deviendra une figure de proue.

### Carrière
Faith Ringgold a un domaine artistique extrêmement vaste et diversifié, allant de la peinture aux courtepointes, de la sculpture aux livres d'enfants. En 1973, alors qu'elle commence à être connue et reconnue, elle quitte l'enseignement pour se consacrer entièrement à la création.

#### Peinture
Faith Ringgold commença sa carrière de peintre dans les années 1950. Elle puise son inspiration dans des écrits de James Baldwin et Amiri Baraka, dans l'art africain, l'impressionnisme et le cubisme pour créer ses œuvres durant les années 1960. Son travail au début est composé des personnages et des formes plates. Si elle a reçu une grande attention grâce à ces images, les galeries et les collectionneurs n'en voulaient pas et elle en vendit très peu. C'est aussi parce que ses premières peintures sont axées sur le racisme dans les activités quotidiennes de la vie. Ces travaux étaient également politiquement fondés sur ses expériences durant son enfance, au cours de la renaissance de Harlem. Ces thèmes ont grandi en maturité durant les mouvements pour les droits civiques et les mouvements féministes, auxquels elle a participé.
En s'inspirant de l'artiste Jacob Lawrence et de l'écrivain James Baldwin, Ringgold peint sa première collection nommée Americain People Series en 1963. Les tableaux représentent le style de vie américain vis-à-vis du mouvement des Droits civiques, et illustrent les interactions raciales d'un point de vue féminin. Cette collection se pose la question du « pourquoi? » des problèmes de race dans la société Américaine.
Autour de l'ouverture de son spectacle pour le American People, Faith Ringgold a également travaillé sur sa collection appelée America Black, ou Black Light Series, dans laquelle l'artiste expérimente avec les couleurs sombres. Cela a été encouragé par l'observation que « l'art occidental blanc a été porté autour de la couleur blanche et la lumière/contraste/clair-obscur, tandis que les cultures Africaines utilisent des couleurs plus sombres, et pour souligner la couleur plutôt que le contraste ». De fait, elle a été « dans la recherche d'une esthétique noire plus positive ». Elle a également créé de très grandes peintures murales telles que The Flag Is Bleeding, U.S. Postage Stamp Commemorating the Advent of Black Power People, et Die, en conclusion de son American People series. Ces peintures murales ont aidé à l'approche de son œuvre future.
Dans la French Collection, elle explora de nouvelles solutions pour dépasser le lourd passé de femmes et hommes d'ascendance africaine. Ringgold créa cette série de plusieurs toiles pour approcher les vérités et mythes du modernisme. Comme la France était à l'époque le pays de l'art moderne, ce fut son inspiration pour trouver une « identité moderne » à l'art afro-américain.

#### Courtepointes
Faith Ringgold alla en Europe l'été 1972 avec sa fille Michèle. Tandis que Michele rendait visite à ses amis en Espagne, Ringgold continua son voyage en Allemagne et aux Pays-Bas. À Amsterdam, elle a visité le Rijksmuseum, où elle a vu une collection de peintures sur tissus népalaises des XIVe et XVe siècles. Ces thangkas l'ont inspiré pour son propre travail, et lorsqu'elle est retournée aux États-Unis, une nouvelle série est née: The Slave Rape Series. Dans ces œuvres, Ringgold essaie d'imaginer à quoi aurait pu ressembler à une femme Africaine capturée et vendu en esclavage. Elle a invité sa mère à collaborer sur ce projet, qui était une couturière célèbre de Harlem pendant les années 1950. Cette collaboration aboutira à la réalisation de leur première couverture, Echoes of Harlem, dans les années 1980. Cette approche féministe et sa reprise de techniques classées dans les femmages fait écho à son exclusion du groupe d'artistes afro-américains Spiral (en).
Elle écrit souvent des histoires sur ses courtepointes, afin d'être entendue, car personne à l'époque n'aurait publié l'autobiographie sur laquelle elle avait travaillé. Sa première courtepointe-histoire Who's Afraid of Aunt Jemima? (1983) décrit l'histoire de Tante Jemima, une icône publicitaire stéréotypant la femme africaine américaine, qu'elle imagine devenir une sorte d’executive woman. Un autre morceau, intitulé Change: Faith Ringgold’s Over 100 Pounds Weight Loss Performance Story Quilt (1986), engage le sujet d'« une femme qui veut se sentir bien, de la difficulté des normes culturelles de beauté, d'une personne dont l'intelligence et la sensibilité politique lui permettent de voir les contradictions inhérentes à son poste, et de quelqu'un qui s'en inspire pour mettre l'ensemble de ce dilemme dans une œuvre d'art ».
La série de l'histoire des courtepointes de Ringgold issues de la French collection traite de l'histoire des femmes afro-américaines qui se sont dévoués à changer le monde (The Sunflowers Quilting Bee at Arles), la redirection du regard masculin, et l'imagination enfantine de la narration. Beaucoup de ses courtepointes s'inspirent de livres pour enfants qu'elle a par la suite publiés, comme le Dinner at Aunt Connie’s House (1993) publié par Hyperion Books, basé sur The Dinner Quilt (1988).

#### Sculpture
En 1973, Faith Ringgold expérimente la sculpture en tant que nouveau moyen de documenter sa communauté et les événements nationaux. Ses poupées costumées, ses masques suspendus et ses sculptures molles représentant à la fois des sujets réels et fictifs de son passé et du présent. Les masques sont faits de morceaux de toile de lin qui ont été peints, de perles et de raphia pour les cheveux. Elle a fait une série de onze masques de costumes, appelée la Witch Mask Series, en collaboration avec sa mère. Ces costumes peuvent aussi être portés, permettant à l'utilisateur féminin d’accentuer de formes supplémentaires les seins, le ventre et les hanches. Dans ses mémoires We Flew Over the Bridge, Ringgold note aussi que dans la tradition africaine, il existe aussi des masques féminins bien que les porteurs soient presque toujours des hommes. Dans cette série, elle voulait que les masques puissent être portés et ne soient pas seulement des objets à suspendre et à exposer.
Après la Witch Mask Series, elle a créé une autre série de 31 masques, la Family of Woman Mask Series en 1973, qui commémore les femmes et enfants qu'elle a connus enfant. Plus tard, elle a commencé à faire des poupées peintes et costumées (également faits par sa mère). Le premier de cette série a été sa pièce, Wilt, est une représentation du joueur de basket-ball Wilt Chamberlain. Elle a commencé par Wilt en réponse à certains commentaires négatifs que Chamberlain avait fait sur les femmes afro-américaines dans son autobiographie. Wilt est composé de trois personnages : le joueur de basket-ball, une femme blanche et une fillette métis, tous des personnages de fiction. Ces sculptures sont cuites et peintes, elles ont des têtes en noix de coco, et sont anatomiquement correctes, les corps sont faits de mousse de caoutchouc et habillés de vêtements. Les sculptures molles ont plus tard évolué pour attendre la taille des « portraits masques », représentant des personnages de la vie de Faith Ringgold et de la société, comme Martin Luther King Jr.

#### Publications
Faith Ringgold a écrit et illustré dix-sept livres pour enfants. Son premier a été Tar Beach, publié par Crown en 1991, sur la base de sa courtepointe-histoire du même nom. Pour ce travail, elle a remporté le Ezra Jack Keats New Writer Award et la Coretta Scott King Award for Illustration. Elle a également été finaliste pour la Médaille Caldecott.

### Militantisme
Faith Ringgold a milité depuis les années 1970, en participant à plusieurs mouvements féministes et anti-racistes. En 1968, son confrère de Pavot Johnson et la critique d'art Lucy Lippard créaient Ad Hoc Women's Art Committee avec Ringgold et ils protestèrent contre l'une des principales expositions d'art moderne, au Whitney Museum of American Art. Les membres du comité exigeait que les femmes artistes comptent pour moitié des exposants et perturbèrent le musée par des chants, des coups de sifflets et en lançant des œufs crus sur place. Non seulement les femmes artistes étaient exclues de cet événement, mais aucun artiste afro-américain n'était représenté. Même Jacob Lawrence, un artiste de la collection permanente du musée, avait été exclu. Après avoir participé à plusieurs actions de protestation, Ringgold fut arrêtée le 13 novembre 1970.
Ringgold et Lippard travaillèrent également ensemble dans le groupe Women Artists in Revolution (WAR). Cette même année, Ringgold et sa fille Michele Wallace fondèrent Women Students and Artists for Black Art Liberation (WSABAL). Autour de 1974, Ringgold et Wallace furent membres fondateurs de la National Black Feminist Organisation. Ringgold a été également l'un des membres fondateurs de « Where We At », un groupe de femmes noires artistes basé à New York, et associé au Black Arts Movement. L'exposition inaugurale de « Where We At » présentait en 1971 huit artistes et a été étendu à vingt en 1976.

### Dernières années
En 1995, Faith Ringgold a publié sa première autobiographie intitulée We Flew Over the Bridge. Ce livre est un mémoire détaillant son parcours d'artiste et les événements de sa vie, de son enfance à Harlem, ses mariages et enfants, à sa carrière et ses réalisations en tant qu'artiste. Deux ans plus tard, elle reçut deux Doctorats honorifiques, l'un en Éducation du Wheelock College de Boston, et le deuxième en Philosophie du Molloy College de New York.
Faith Ringgold a résidé avec son second mari qu'elle a épousé en 1962, dans un ranch à Englewood (New Jersey) où elle a vécu et maintenu un travail assidu en atelier. Burdette "Birdie" Ringgold est mort le 1 Février 2020.

## Droit d'auteur et poursuites contre BET
Faith Ringgold a été demandeur dans une importante affaire de copyright, Ringgold vs. Black Entertainment Television. La Black Entertainment Television (BET) avait diffusé plusieurs épisodes de la série télévisée Roc dans lesquels une affiche de Ringgold a été montrée à neuf reprises, pour un total de 26,75 secondes. Ringgold poursuivit la chaîne en justice pour violation de droits d'auteur. La cour a tenu BET responsable, et rejeté la règle de minimis demandé par BET, qui avait fait valoir que l'utilisation des
œuvres protégées de Ringgold était si faible qu'elle ne constituait pas une violation.

## Travaux et publications

### Principales collections publiques
- Die, 1967, Museum of Modern Art, New York[22]
- Street Story Quilt, 1985, The Metropolitan Museum of Art, New York, NY
- Dream 2: King and the Sisterhood, 1988, Museum of Fine Arts Boston, Boston, MA
- Bitter Nest #2: Harlem Renaissance Party, 1988, The National Museum of American Art, Washington DC
- Freedom of Speech, 1990, The Metropolitan Museum of Art, New York, NY
- Tar Beach 2, 1990, The Philadelphia Museum of Art, Philadelphia, PA
- Matisse’s Model (Part 1, #5 from the French Collection), 1991, The Baltimore Museum of Art, Baltimore, MD
- Picasso’s Studio (Part 1, #7 from the French Collection), 1991, Worcester Art Museum, Worcester, MA
- Tar Beach (Part 1, #1 from the Women on a Bridge Series), 1998, The Guggenheim Museum, New York, NY

### Publications
- Tar Beach, New York: Crown Publishing Company, 1991.  (ISBN 978-0-517-88544-4)
- Aunt Harriet's Underground Railroad in the Sky, New York: Random House, Crown Publishers.  (ISBN 978-0-517-88543-7)
- Dinner at Aunt Connie’s House, New York: Hyperion Books for Children.  (ISBN 978-0-590-13713-3)
- We Flew Over The Bridge: Memoirs of Faith Ringgold, Boston, Mass.: Little, Brown and Company, 1995; Durham, NC: Duke University Press, 2005.  (ISBN 978-0-8223-3564-1)
- Talking To Faith Ringgold, by Faith Ringgold, Linda Freeman and Nancy Roucher, New York: Crown Books for Young Readers, 1996.  (ISBN 978-0-517-70914-6)
- 7 Passages To A Flight, an artist’s book, San Diego, California: Brighton Press.
- Bonjour Lonnie, New York: Hyperion Books for Young Readers, 1996.  (ISBN 978-0-7868-0076-6)
- My Dream of Martin Luther King, New York: Crown Books for Young Readers.  (ISBN 978-0-517-88577-2)
- The Invisible Princess, New York: Crown Books for Young Readers.  (ISBN 978-0-440-41735-4)
- If a Bus Could Talk, New York: Simon & Schuster, 1999.  (ISBN 978-0-689-85676-1)
- Counting to Tar Beach, New York: Crown, 2000.  (ISBN 978-0-517-80022-5)
- Cassie's Colorful Day, New York: Crown, 2000.  (ISBN 978-0-517-80021-8)
- Cassie's Word Quilt, New York: Crown, 2001.  (ISBN 978-0-553-11233-7)
- O Holy Night: Christmas with the Boys Choir of Harlem, New York: Harper Collins, 2004.  (ISBN 978-1-4223-5512-1)
- The Three Witches by Zora Neale Hurston illustrated by Faith Ringgold, New York: Harper Collins, 2005.  (ISBN 978-0-06-000649-5)
- Bronzeville Boys and Girls (poetry) by Gwendolyn Brooks illustrated by Faith Ringgold, New York: Harper Collins, 2007.  (ISBN 978-0-06-029505-9)
- What Will You Do for Peace? Impact of 9/11 on New York City Youth, InterRelations Collaborative, Inc., 2004.  (ISBN 978-0-9761753-0-8)

## Postérité
- En 1972, Faith Ringgold est incluse dans Some Living American Women Artists, un collage féministe de Mary Beth Edelson[23].
- Une nouvelle école primaire et intermédiaire à Hayward, en Californie, Faith Ringgold École K-8, a été nommée d'après elle en 2007.
- Faith Ringgold a été citée par Le Tigre dans sa chanson Sujet Chaud.